# Franco Salinas
Franco Salinas López (Lima, 19 de julio de 1984) es un abogado y político peruano. Fue congresista de la república durante el periodo 2020-2021 y vocero de la bancada de Acción Popular.

## Biografía
Nació en Miraflores, el 19 de julio de 1984.
Realizó sus estudios primarios en el Colegio Independencia y los secundarios en el Colegio San Nabuto de Miraflores. Estudió la carrera de Derecho en la Universidad San Martín de Porres. Laboró como Asistente legal en Produmar S.A.C.

## Vida política
Es militante de Acción Popular y su carrera política se inicia en las elecciones municipales del 2006, donde fue candidato como regidor de la Municipalidad de Lima por Acción Popular, sin embargo, no resultó elegido.
En las elecciones municipales del 2010, intentó como regidor del Distrito de Jesús María donde no tuvo éxito y de igual manera en las elecciones regionales y municipales del 2018 donde no resultó elegido como consejero del Distrito de Paita en Piura.

### Congresista
En las elecciones parlamentarias del 2020, Salinas fue elegido como congresista de la república en representación de Piura por Acción Popular, con 14,385 votos, para el periodo parlamentario 2020-2021.
Durante su labor parlamentaria, fue presidente de la Comisión de Seguimiento a la Reconstrucción de las Zonas Afectadas por el Fenómeno del Niño (2020-2021). En los 2 procesos de vacancia contra el expresidente Martín Vizcarra, Salinas votó a favor en ambos procesos contra el expresidente quien tenía actos de corrupción. La vacancia fue aprobada por 105 parlamentarios el 9 de noviembre del 2020.
El 14 de enero de 2021 fue elegido vocero de la bancada Acción Popular, en reemplazo de Otto Guibovich.